# 상하이 항공 카고
상하이 항공 카고(중국어: 上海航空股份有限公司)는 중화인민공화국의 화물 항공사로 총 9개 노선을 취항하고 있다. 본사는 중화인민공화국 상하이에 위치해 있으며 2006년에 설립되어 2011년에 중국화물항공으로 합병한 항공사로 또한 사용하고 있는 허브 공항으로 상하이 푸둥 국제공항이 있으며 계열사는 상하이 항공이 있다.

## 운항 노선
- 중화인민공화국
  - 상하이 - 상하이 푸둥 국제공항 허브
- 대한민국
  - 서울 - 인천국제공항
- 일본
  - 오사카 - 간사이 국제공항
- 홍콩
  - 홍콩 - 홍콩 국제공항
- 태국
  - 방콕 - 수완나품 공항
- 싱가포르
  - 싱가포르 - 싱가포르 창이 공항
- 미국
  - 앵커리지 - 테드 스티븐스 앵커리지 국제공항
  - 시카고 - 오헤어 국제공항
  - 로스앤젤레스 - 로스앤젤레스 국제공항

## 보유 기종
- 2011년 11월 기준으로 상하이 항공 카고는 다음과 같은 기종을 보유하고 있다.

## 같이 보기
- 상하이 항공